# Sarczapet
Sarczapet – wieś w Armenii, w prowincji Lorri. W 2011 roku liczyła 2127 mieszkańców.